# Manuel Sevillano
Manuel Sevillano Canals (Rioseco de Soria, Castilla y León, 2 de julio de 1981) es un exvoleibolista, entrenador y directivo español que milita en la actualidad en el Club Río Duero San José de Soria.

## Trayectoria
Sus comienzos profesionales fueron en el Numancia CMA Soria, equipo al que llegó con 15 años y se marchó en 2006 tras 5 años en las categorías inferiores y 6 con el primer equipo. Allí consiguió su primera Copas del Rey. Fichó por el Tiscali Cagliari de la Serie A2 hasta abril de 2007 cuando volvió al Numancia para jugar los playoffs por el título cayendo en semifinales. En ese verano, cambia de equipo y se marcha al Club Voleibo Pórtol con el que consigue en dos temporadas 1 Superliga y 2 Supercopas. 
En 2009 ficha por el Club Voleibol Almería con quien vuelve a estar dos temporadas, consiguiendo 1 Supercopa (2010) (en la que es galardonado con el MVP) y 1 Copa del Rey. En 2011 ficha por el Club Voleibol Teruel con el que consigue 1 Superliga, 2 Copas del Rey y 2 Supercopas además de formar parte del septeto ideal de la temporada en la temporada y consigue ser MVP de la copa del Rey 20122011-12.
En 2013 ficha por el Saint-Nazaire VBA de la liga francesa y en 2014 regresa a la liga española con el Club Voleibol Andorra, pero tras la renuncia de este equipo a participar en la Superliga por la retirada de su patrocinador principal ficha por el Río Duero San José de Soria. Desde la temporada 2015-16 hasta la 2018-19 renueva con el Río Duero San José como entrenador-jugador.
En abril de 2020 se retira de la práctica activa para centrarse en los banquillos. Un año más tarde pasó a ser director general del Río Duero Soria.

## Selección
Con la selección española debutó en 2003 y acumula más de 260 internacionalidades, si bien en 2010 no jugó pues, además del cansancio de tantos veranos jugando con la selección, se casó con Natalia López.